# カペシタビン
カペシタビン（英語: Capecitabine）とは、フッ化ピリミジン系代謝拮抗剤に類する抗悪性腫瘍剤（抗がん剤）。
フッ化ピリミジン系抗悪性腫瘍剤の代表ともいえるフルオロウラシル (5-FU) は、これまで乳癌や消化器癌の治療に最も多く使われてきた抗がん剤の一つであるが、カペシタビンは、骨髄細胞や消化管では活性体になりにくく腫瘍組織内でより選択的に5-FUを生成することを目的として、日本ロシュ研究所（現中外製薬鎌倉研究所）で創製された。製造販売元は中外製薬で、商品名はゼローダ (Xeloda) 。

## 概要
経口の抗悪性腫瘍剤であり、患者への投与の際の負担が少ない。また、体内（特に腫瘍細胞内）で段階的にフルオロウラシル（5-FU）に変換させることで、5-FUが腫瘍細胞内へ選択的に高濃度に（長時間にわたり）供給される。全身への暴露は5-FU注射薬に比べて少ないとされる。
2010年現在世界100以上の国々で承認されているが、臨床における有効性、安全性に関しては現在もなお検討中である。

## 効能・効果
- 手術不能または再発乳癌
- 結腸癌における術後補助化学療法
- 治癒切除不能な進行・再発の結腸・直腸癌
- 治癒切除不能な進行・再発の胃癌

## 重大な副作用
脱水症状、手足症候群（Hand-foot syndrome）、心障害、肝障害、黄疸、腎障害、骨髄抑制、口内炎、間質性肺炎

## 作用機序
カペシタビンは、肝臓でカルボキシルエステラーゼにより5'-deoxy-5-fluorocytidine (5'-DFCR) に代謝される。次に主として肝臓や腫瘍組織に存在するシチジンデアミナーゼにより5'-deoxy-5-fluorouridine (5'-DFUR) に変換される。さらに、腫瘍組織に高レベルで存在するチミジンホスホリラーゼ (TP) により活性体である5-FUに変換され、抗腫瘍効果を発揮する。